# Картер, Линда
Линда Картер (англ. Lynda Carter; род. 24 июля 1951, Финикс, Аризона, США) — американская актриса и певица, представительница США на конкурсе «Мисс Мира» в 1972 году.

## Жизнь и карьера

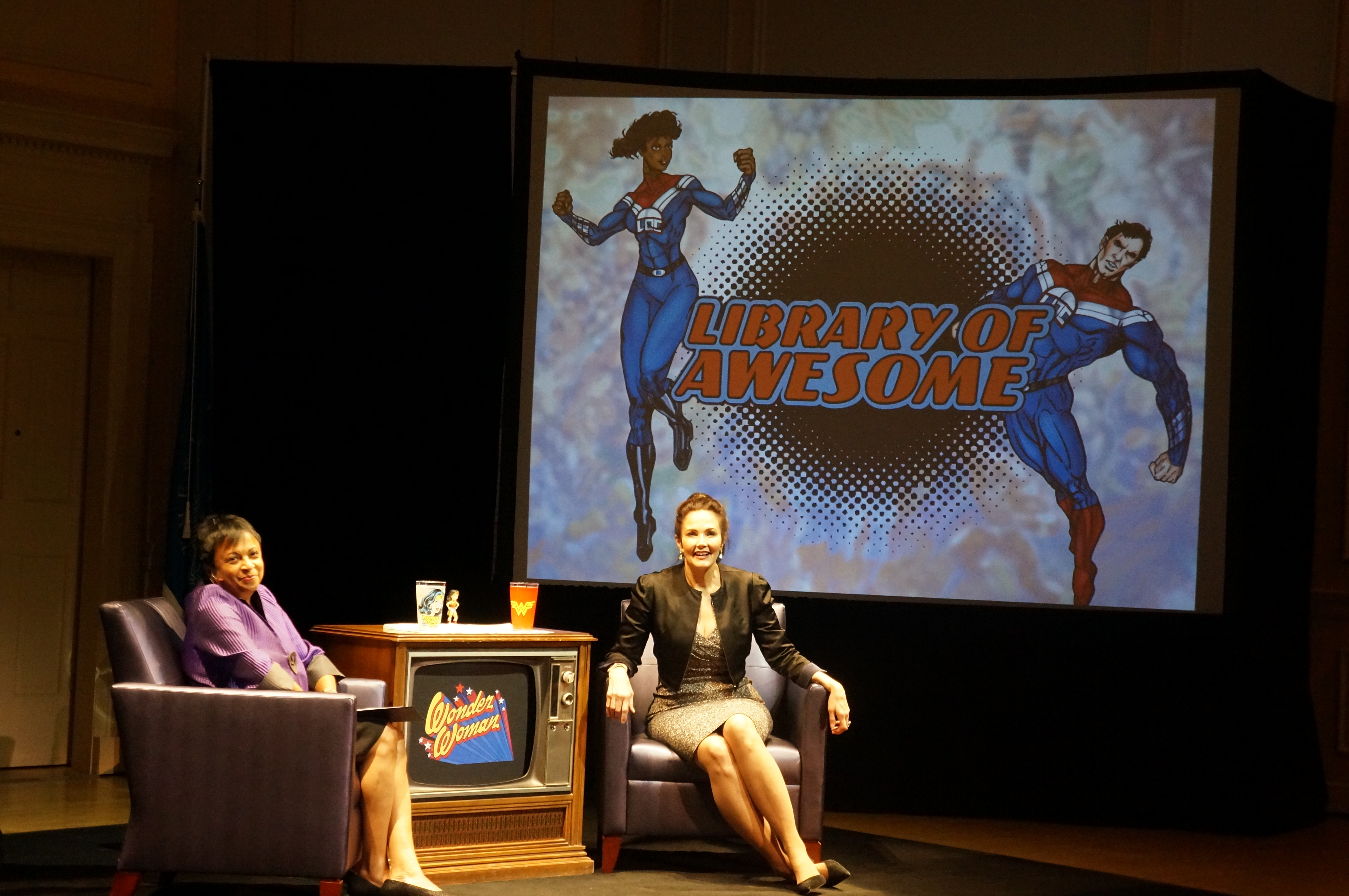
16 июня 2017 года д-р Карла Хейден и г-жа Линда Картер на мероприятии Library of Awesome, где состоялось обсуждение Организации Объединенных Наций, нового фильма Wonder Woman и феминизма.

Линда Джин Картер родилась в Фениксе, штат Аризона, 24 июля 1951 года. Известно, что её родители имеют ирландские, английские, испанские и мексиканские корни. Окончив среднюю школу в Фениксе в семнадцатилетнем возрасте, Картер начала выступать в музыкальной группе «Just Us», но в возрасте двадцати одного года покинула её и поступила в Университет штата Аризона. В 1972 году Картер участвовала в местном конкурсе красоты и выиграла его, благодаря чему стала представительницей США на конкурсе «Мисс Мира» того же года, где заняла пятнадцатое место.
Как актриса Картер добилась наибольшей известности благодаря роли чудо-женщины в телесериале «Чудо-женщина» (1975—1979). Эта роль сделала её кумиром подростков семидесятых, а с изображениями актрисы в продажу были выпущены статуэтки, бюст и плакаты в образе чудо-женщины. В 1978 году она выпустила свой дебютный студийный альбом под названием «Portrait».
После закрытия сериала Картер на некоторое время сконцентрировалась на музыкальной карьере, гастролируя с концертами по стране, а в 1984 году вернулась на телевидение с главной ролью в сериале «Партнёры по преступлениям», который, однако, был закрыт после одного сезона. Актриса продолжила сниматься, исполняя главные роли в различных, снятых для телевидения, фильмах, но, в первую очередь, была известна благодаря своему яркому образу и личной жизни. В последние годы она появилась в фильмах «Высший пилотаж» и «Придурки из Хаззарда», а также сериалах «Закон и порядок: Специальный корпус», «Два с половиной человека» и «Тайны Смолвиля», а в 2016 году присоединилась к актёрскому составу сериала «Супергёрл».
Замужем Линда Картер была дважды, у неё есть двое детей от второго брака. Известно, что она поддерживает Прочойс и движение за права сексуальных и гендерных меньшинств.